# 1,1,1-三氯丙酮
1,1,1-三氯丙酮是一种有机化合物，化学式为CH3COCCl3，常温常压下为无色液体，可由氯丙酮的氯化反应制得（反应的副产物是1,1,3-三氯丙酮）。三氯乙酸盐和乙酰氯的反应也能制得1,1,1-三氯丙酮。
它在有机合成中可用作乙酰化试剂。